# Самарский Стройфарфор
«Самарский Стройфарфор» — компания по производству сантехники и керамических изделий в городе Самаре, основное производство располагается в посёлке Стройкерамика под Самарой. Выпускает санитарно-строительные изделия под торговой маркой «Sanita» и керамогранитную плитку под торговыми марками «Grasaro» и «Kerranova».

## История
В 1941 году из города Славянска Донецкой области был эвакуирован в город Куйбышев автоизоляторный цех завода кислотоупорной керамики. Первую партию продукции куйбышевское предприятие выпустило в мае 1945 года[уточнить]. С 1947 года предприятие стало называться Куйбышевский завод строительной керамики «Стройкерамика», а с 2000 года — ООО «Самарский Стройфарфор». Печь для обжига запустили в 1959 году. Продукция завода отправлялась в различные регионы Советского Союза. В советское время основной продукцией предприятия были керамические изоляторы, также выпускались бытовые товары массового спроса — сантехника, керамическая посуда, напольные вазы и т. п. Несмотря на вредное производство, люди работали на заводе десятки лет.

## Деятельность
В 1998 году на заводе была произведена комплексная модернизация цехов: установлены 2 новые итальянские печи Sacmi для обжига и установка для литья санфарфора под давлением немецкой фирмы Krautzberger..

## Экологические проблемы
Самарские экологи с тревогой отмечают, что отходы производства «Самарский Стройфарфор», содержащие каолин, загрязняют воды протекающей неподалёку реки Падовки.